# ONE: Only the Brave
ONE: Only the Brave fue un evento de deportes de combate producido por ONE Championship llevado a cabo el 28 de enero de 2022, en el Singapore Indoor Stadium en Kallang, Singapur.

## Historia
Una pelea por el título interino de peso pesado entre Anatoliy Malykhin y Kirill Grishenko estaba programada como evento principal originalmente. Sin embargo, la pelea fue trasladada a ONE: Bad Blood cuando Malykhin dio positivo por COVID-19 días antes del evento.
El evento contó con las semifinales del Grand Prix de Kickboxing de Peso Pluma de ONE.
Francesko Xhaja hizo su debut en la promoción contra el veterano Rade Opačić.
Una pelea de peso pluma entre Kim Jae Woong y Tang Kai estaba programada para este evento. Sin embargo, Kim se retiró de la pelea debido a razones médicas no reveladas y la pelea fue trasladada a ONE X.

## Resultados
1. ↑  Semifinal del Grand Prix de Kickboxing de Peso Pluma de ONE.
2. ↑  Semifinal del Grand Prix de Kickboxing de Peso Pluma de ONE.
3. ↑  Rimkus no dio el peso (157.9 lbs).
4. ↑  Originalmente anunciada como una pelea de peso mosca, cambiada luego a peso pactado (135.5 lbs).

## Bonificaciones
Los siguientes peleadore recibieron bonos de $50.000.
- Actuación de la Noche: Chingiz Allazov, Rade Opačić y Zhang Lipeng.